# Heinrich Dressel
Heinrich Dressel (n. 16 iunie 1845, Roma, Statele Papale – d. 17 iulie 1920, Teisendorf, Bavaria, Germania) a fost un arheolog german.
A studiat sub coordonarea lui Theodor Mommsen la Berlin și a obținut doctoratul de la Universitatea din Göttingen cu teza „De Isidori Originum fontibus” (1874). În 1878 a devenit profesor la Institutul German de Arheologie din Roma, iar în 1898 a fost numit director al Münzkabinett (cabinetul numismatic) din Berlin.
El este cel mai bine cunoscut pentru multele cărți cu privire la inscripțiile latine și este descoperitorul inscripției Duenos, unul dintre cele mai vechi exemple existente ale scrisului latin vechi. Dressel a dezvoltat, de asemenea, o tipologie pentru clasificarea amforelor antice, pe baza săpăturilor sale de pionierat de la Monte Testaccio din Roma. 
Dressel este, de asemenea, cunoscut pentru munca sa în numismatică, și a primit medalia Societății Numismatice Regale în 1908.